# Pârâul de sub Aristoaia
Pârâul de sub Aristoaia este un curs de apă, afluent al râului Putna. 

## Hărți
- Harta Munții Vrancea  Arhivat în 9 iunie 2008, la Wayback Machine.